# Tháng 1 năm 2014
Tháng 1 năm 2014 là tháng thứ nhất của năm, bắt đầu bằng một ngày thứ tư và kết thúc sau 31 ngày vào một ngày thứ sáu.

## Chủ đề:Thời sự
|                        | Thế giới mà chúng ta biết đang thay đổi hàng ngày, hàng giờ. Khác với những bộ bách khoa toàn thư bằng giấy, Wikipedia có thể được cập nhật ngay trong khi một sự kiện đang diễn ra. Và để đưa thế giới đến gần người dùng, Cổng thông tin: Thời sự hay Chủ đề: Thời sự đã được ra đời nhằm cung cấp những sự kiện nổi bật mới xảy ra. Nếu như bạn đang biết một sự kiện chưa kể tại đây, hãy cập nhật ngay cùng Wikipedia nhé! |    |    |    |    |    |
| << Tháng 1 năm 2014 >> | |    |    |    |    |    |
| CN                     | T2 | T3 | T4 | T5 | T6 | T7 |
|                        | |    | 1  | 2  | 3  | 4  |
| 5                      | 6 | 7  | 8  | 9  | 10 | 11 |
| 12                     | 13 | 14 | 15 | 16 | 17 | 18 |
| 19                     | 20 | 21 | 22 | 23 | 24 | 25 |
| 26                     | 27 | 28 | 29 | 30 | 31 |    |
|                        | |    |    |    |    |    |